# 1820年美國總統選舉
1820年美國總統選舉（1820 United States presidential election）是美國歷史上的第9屆總統選舉。民主共和黨籍的時任總統詹姆斯·門羅與副總統丹尼爾·D·湯普金斯在主要反對黨聯邦黨沒有推出候選人的情況下，以80.6%的高得票率贏得連任。